# Richard e Mary Parker
Il capitano Richard Laurence Parker e Mary Teresa Fitzpatrick-Parker, sono personaggi dei fumetti statunitensi creati da Stan Lee (testi) e Larry Lieber (disegni), pubblicati dalla Marvel Comics. La loro prima apparizione avviene in The Amazing Spider-Man Annual (vol. 1) n. 5 (novembre 1968).
Richard e Mary Parker sono una coppia sposata di agenti dello S.H.I.E.L.D., nonché i genitori di Peter Parker che, durante lo svolgimento delle loro missioni, affidano alle cure degli zii paterni, Ben e May, i quali, a seguito della morte dei due nel corso di un'operazione in Algeria, crescono il bambino come figlio loro.
Sin dalla sua prima apparizione, Peter è stato presentato come un orfano che vive con gli zii ma non è stata data una spiegazione del perché fino all'uscita di The Amazing Spider-Man Annual n. 5, dove Richard e Mary esordiscono in un breve flashback.

## Biografia dei personaggi

### Primi anni
Nato e cresciuto a Brooklyn, New York, insieme al fratello maggiore Ben; Richard, divenuto maggiorenne, si è arruolato nella United States Army Special Forces raggiungendo in breve tempo il grado di capitano.
Nata a Langley, Virginia, unica figlia del leggendario agente OSS William "Wild Will" Fitzpatrick; Mary ha studiato nelle migliori scuole degli Stati Uniti decidendo, dopo la morte del genitore, di seguirne le orme divenendo un'analista della CIA.
Entrambi hanno, per vie differenti, conosciuto Nick Fury, agente di punta dell'agenzia spionistica che ha raccomandato il loro arruolamento ai suoi superiori.

### Agenti dello S.H.I.E.L.D.
Conosciutisi ed innamoratisi durante il loro lavoro di agenti, Richard e Mary dapprima fanno una fuga d'amore e, in seguito, convolano a giuste nozze, cosa che nelle missioni successive garantisce loro la copertura perfetta di coppia sposata. Durante uno dei loro primi incarichi assieme collaborano con l'agente canadese James Howlett, detto Logan (o "Agente 10"), contro il Barone Wolfgang von Strucker e la Baronessa Adelicia Von Krupp, missione al termine della quale Mary comunica al marito di essere incinta, cosa che porta Logan ad essere il primo a far loro le congratulazioni.
Anche dopo la nascita del figlio, Peter, i coniugi Parker non abbandonano l'attività di spie lasciando costantemente il bambino alle cure degli zii paterni, Ben e May Parker.
Durante una di queste missioni, i due vengono mandati in Algeria per investigare sulle attività criminali di Albert Malik e si infiltrano nella sua organizzazione fingendosi doppiogiochisti; tuttavia l'uomo li scopre costringendoli alla fuga mandando un suo sicario a sabotare il loro aereo che, difatti, precipita in mare poche ore dopo il decollo.

### Post-mortem
In seguito alla loro morte i Parker vengono accusati di aver realmente tradito il loro paese, cosa che Zia May decide di non rivelare mai a Peter che, tuttavia, finisce comunque per scoprirlo una volta cresciuto, decidendo di recarsi a sua volta in Nordafrica per cercare le prove dell'innocenza dei genitori, riuscendo, dopo anni, a ripulirne il nome.
Svariati anni dopo Richard e Mary Parker tornano in patria rivelando di essere stati prigionieri dei sovietici, sebbene lascino parecchio sospettosa Zia May e, difatti, si rivelino in seguito essere solo due Life Model Decoy costruiti da Harry Osborn, desideroso di vendicare la (apparente) morte del padre, assieme al Camaleonte. Fatta tale rivelazione i due androidi vengono distrutti e Peter ha un crollo nervoso.

## Altre versioni

### 1602
In 1602, viene affermato che i genitori di Peter Parker abbiano lavorato assieme a Sir Nicholas Fury, capo dello spionaggio della Regina Elisabetta I, ora assistito dal timido quanto impavido ragazzo.

### Bullet Points
Nella miniserie Bullet Points, Ben Parker viene ucciso da un ladro pochi mesi dopo il suo matrimonio con May, motivo per cui Richard e Mary le promettono che "saranno sempre presenti per lei", salvo poi essere uccisi a loro volta.

### House of M
Nella realtà alternativa di House of M, il figlio di Peter e Gwen Stacy si chiama Richard Parker, in onore di suo nonno.

### Mangaverse
Nel Marvel Mangaverse, Richard non è visto né menzionato e Mary (qui ribattezzata Kiri) è la sorella di May, nonché un potente demone-ragno a capo dello Spider Clan, nota come Spider Queen. Manda alcuni ninja al suo servizio a tentare di uccidere sua sorella per convincere il figlio ad assumere il ruolo di leader del Clan ma questi rifiuta e, di conseguenza, la donna passa la leadership al suo pupillo, Venom.

### MC2
Nel futuro alternativo di MC2, il figlio di Peter e Mary Jane si chiama Benjamin Richard Parker, in onore sia di suo nonno che del prozio.

### Trouble

Edizione italiana di Trouble.

Nella miniserie Epic Comics Trouble, presentata come "le vere origini dell'Uomo Ragno", durante una vacanza assieme a suo fratello Ben, Richard conosce la timida e dolce Mary, con cui instaura un profondo legame che, però, non gli impedisce di passare una notte di follie con la migliore amica della ragazza, la conturbante May la quale rimane incinta e dà alla luce un bambino: Peter. Incapace di assumersi una tale responsabilità, la ragazza decide infine di affidarlo a Richard e Mary (fidanzatisi) nascondendo a quest'ultima, in comune accordo col padre, il fatto che l'abbiano concepito insieme. La scapestrata May inizia poi ad avere una condotta più sana e si innamora di Ben.
Per tutta la narrazione non vengono mai menzionati i cognomi dei protagonisti.

### Ultimate
Nell'universo Ultimate Richard "Ray" Parker e sua moglie Mary erano biologi impegnati nella ricerca di una cura contro il cancro (destinata a riventare il simbionte di Venom) prima di morire in un incidente aereo. Successivamente Ray sembra ricomparire, unicamente per rivelarsi essere un clone invecchiato rapidamente di Peter creato dal Dottor Octopus. Diverso tempo dopo vengono inoltre rivelate le reali circostanze della morte dei due, rimasti uccisi in uno stabilimento di ricerca in New Jersey da un'esplosione provocata dalla furia di Hulk.

## Altri media

### Cinema
- Richard e Mary Parker sono rispettivamente interpretati da Campbell Scott e Embeth Davidtz nel film The Amazing Spider-Man (2012).[17] In tale versione sono due scienziati della Oscorp morti in un incidente aereo dopo aver lasciato il figlio di quattro anni in cura dagli zii. Il mistero dietro la loro morte e la loro scomparsa riveste però un ruolo chiave nel franchise, dal momento che Curt Connors sembra essere al corrente di qualcosa al loro riguardo ma gli viene intimato da un uomo misterioso di non dirlo al "ragazzo". I due attori riprendono i loro ruoli nel sequel The Amazing Spider-Man 2 - Il potere di Electro (2014), dove si scopre che l'artefice delle loro morti è Norman Osborn desideroso di servirsi delle scoperte di Richard per creare armi biologiche.
- Mary Parker è interpretata da Emma Roberts nel film del Sony's Spider-Man Universe Madame Web (2024).

### Televisione
- In Spider-Man: The Animated Series, Richard e Mary Parker erano spie incaricate di investigare un congegno apocalittico costruito dal Teschio Rosso in Russia. Vengono tuttavia scoperti e uccisi dal criminale che diffonde poi finte prove di un loro tradimento. Dopo aver scoperto della cosa, Peter si reca in Russia per ripulire il nome dei genitori con l'aiuto di un amico di zio Ben, Keen Marlow.
- Nella serie animata The Spectacular Spider-Man, viene rivelato che i genitori di Peter e quelli di Eddie Brock lavoravano insieme e morirono nello stesso incidente aereo.
- Richard Parker viene menzionato in un episodio della serie Ultimate Spider-Man.

### Videogiochi
- Richard Parker è presente, in qualità di voce narrante, nel videogioco Ultimate Spider-Man.